# Starosta
Stàrosta o Starosta (ciríl·lic: ста́роста, llatí: capitaneus, polonès: starosta, txec: starosta, alemany: Starost) és el títol d'un càrrec oficial o no oficial de govern que s'ha utilitzat en diversos contextos a través de la major part de la història eslava. Es pot traduir com a "ancià", i prové de l'arrel eslava star-, "vell". El territori administrat per un stàrosta era anomenat Starostwo.
A principis de l'edat mitjana, l'stàrosta era el cap d'una comunitat eslava o diverses altres comunitats com: stàrosta de l'església, stàrosta de l'artel, etc. També era el mestre de cerimònies en els casaments tradicionals rutens, ucraïnesos i polonesos.

## A Polònia
Des del segle XIV a la Corona de Polònia, i més tard a través de l'era de l'Estat conjunt polonès-lituà fins a les particions de Polònia en 1795, l'starosta era un funcionari reial. El seu segon era conegut com a podstarości. Hi havia diversos tipus de starostowie (plural de ``starosta): 
- Starosta Generalny era el funcionari administratiu d'una unitat territorial específica: o bé el representant del Rei o el Gran Duc o una persona directament al càrrec.
- Starosta Grodowy era un funcionari a nivell de comtat (powiat) responsable dels deures fiscals, la policia i els tribunals, així com el responsable de l'execució de les sentències judicials.
- Starosta Niegrodowy era el supervisor de les terres de la Corona.

Entre 1918 i 1939 i des de 1944 fins a 1950, l'starosta era el cap del comtat (powiat) L'administració, subordinat al voivoda. Des de la reformes dels governs locals, que van entrar en vigor l'1 de gener de 1999, l'starosta és el cap executiu de la comarca (powiat (Zarząd powiatu), i el cap de l'administració del comtat (Starostwo powiatowe), que és triat pel consell del comtat (rada powiatu).

### En altres països
- A Rutènia (Rus de Kíev) era un funcionari governamental de baix nivell.
- A la República Txeca i Eslovàquia, starosta és el títol d'un alcalde d'una ciutat o poble (els alcaldes de les principals ciutats utilitzen el títol de Primátor).
- A Lituània des de 1991, starosta (lituà seniūnas) és el títol del cap d'una província.
- A Galítsia i Bucovina sota el domini austríac, l'starosta supervisava l'administració del comtat.
- A Rússia la paraula va ser utilitzada fins al segle xx per a designar el líder electe de l'obsxina.
- A Ucraïna durant el 1918 va ser un càrrec d'un funcionari designat en representació del govern central a les regions.